# Kurumi Nara
Kurumi Nara (奈良 くるみ, Nara Kurumi), née le 30 décembre 1991 à Osaka, est une joueuse de tennis japonaise.

## Carrière

### 2014 - 2017: révélation avec un premier titre WTA et une finale puis années compliquées
Le 23 février 2014, elle remporte à Rio de Janeiro son premier titre en simple sur le circuit WTA. Au bénéfice de cette performance, elle intègre le lendemain le top 50 pour la première fois de sa carrière (48e). Elle arrive à battre Hsieh Su-wei, Anna-Lena Friedsam, Lourdes Domínguez, Nastassja Burnett et enfin Klára Zakopalová. Plus tard la même année, elle parvient en finale à Washington battant Madison Keys, Zarina Diyas, Kristina Mladenovic, Marina Erakovic. Elle perdra contre Svetlana Kuznetsova.
Au début de 2015 à Hobart, elle arrive jusqu'en demi-finale. Pour cela, elle bat Klára Koukalová, Johanna Larsson, Camila Giorgi. Elle sera battue par Madison Brengle. Le reste de l'année elle passe rarement le second tour dans les tournois. Malgré quelques belles victoires significatives : Stefanie Vögele et  Magda Linette à Kuala Lumpur ou Caroline Garcia à Miami. Elle bat Alizé Cornet à l'US Open mais s'incline au tour suivant face à Shelby Rogers.
En 2016, elle obtient quelques résultats probants face à des adversaires bien mieux classées qu'elle : Wang Qiang à Taipei, Venus Williams à Indian Wells, Madison Brengle à Wimbledon ou Yulia Putintseva à Tokyo.
L'année 2017, elle a une année vaguement ressemblante à l'année 2016. Elle bat maintes joueuses de premier plan : Francesca Schiavone à Miami, Amanda Anisimova qu'elle bat à Roland Garros, ou Aliaksandra Sasnovich à New Heaven. Elle arrivera au troisième tour à l'US Open balayant Sara Sorribes Tormo et la tête de série numéro 8 Svetlana Kuznetsova. Lucie Šafářová mettra fin à son parcours. Lors du tournoi de Tashkent, elle élimine la première tête de série Kristýna Plíšková.

### 2018 - 2021: quatre années catastrophiques puis enfin quelques victoires
L'année 2018 est catastrophique puisqu'elle ne passe qu'une seule fois le premier tour à Houston. En 2019, elle ne passe que trois fois au second tour (Roland-Garros, Hiroshima, Tianjin). En 2020, le déclic arrive enfin. Elle atteint le troisième tour challenger Indian Wells 125k. Elle bat Jamie Loeb, Hanna Chang, mais perd face à Laura Siegemund.
Elle réitère ce parcours à Charleston, en étant issue des qualifications. Whitley Pate, Allie Kiick; puis, elle passe deux tours face à Francesca Di Lorenzo et Whitney Osuigwe. Elle sera éliminée par Veronika Kudermetova au troisième tour.

### 2022: nouvelle victoire sur le circuit secondaire et titre en Corée sur le circuit secondaire
À Traralgon, elle passe un tour face à Simona Waltert (2-6 6-3 6-0) puis elle est éliminée par Paula Ormaechea (6-4 6-2). Elle se rend au tournoi de Porto où elle franchit trois tours avant de perdre contre Mandy Minella (6-2 6-3).
Elle parvient enfin à avoir des résultats en arrivant en quarts de finale dans divers tournois de circuits secondaires. Elle arrive aussi en quarts lors des deux levées du tournoi de Porto, où elle est successivement éliminée par Julia Grabher et Mandy Minella. Elle se rend aux deux tournois de Nur-Sultan. Lors du premier tournoi, elle élimine Yekaterina Dmitrichenko (6-4 6-0) et Maria Timofeeva (6-3 6-4) puis est éliminée par Anhzelika Isaeva (6-3 6-4). À la seconde levée du tournoi, elle élimine Vlada Koval (6-3 6-2) et est éliminée par Anna Kubareva (4-6 6-4 6-3). Elle arrive en demi-finale du tournoi de Canberra 3, Elle réitère encore une fois son parcours à Charlottesville, éliminée par Tatjana Maria.
Il lui faut attendre Changwon pour obtenir un trophée : elle élimine coup sur coup Eun Ji Lee sur abandon après avoir obtenu le premier set (6-0), Shiho Akita sur un double 6-4, Dayeon Back en deux sets (6-3 6-2), elle passe Olivia Tjandramulia sur un score sans appel d'un double 6-0 et Na-Lae Han en finale (6-3 6-1).
Elle prend sa retraite en septembre 2022.

## Style de jeu
Kurumi Nara gagne rarement des points d'emblée. Au lieu de cela, elle joue un jeu patient et a tendance à se diriger vers les points, augmentant progressivement l'angle et/ou la puissance de ses tirs, et préfère un coup droit ou une volée punitif pour fermer le point. Sa patience se reflète également dans son service, qui (surtout pour sa taille) a un lancer de balle assez élevé. Son service n'a pas le punch de joueuses comme Serena Williams ou Maria Sharapova, mais dépend du placement et de l'effet. Sa petite taille a définitivement façonné son style de jeu qui, bien qu'agressif, ne met pas l'accent sur la puissance, mais fait plutôt basculer l'élan en sa faveur et termine le point. Son coup droit puissant est son arme principale.

## Palmarès

### Titre en simple dames
| No | Date       | Nom et lieu du tournoi                 | Catégorie | Dotation  | Surface      | Finaliste        | Score         |          |
| -- | ---------- | -------------------------------------- | --------- | --------- | ------------ | ---------------- | ------------- | -------- |
| 1  | 17-02-2014 | Rio Open by Claro hdtv, Rio de Janeiro | Intern'l  | 250 000 $ | Terre (ext.) | Klára Zakopalová | 6-1, 4-6, 6-1 | Parcours |

### Finale en simple dames
| No | Date       | Nom et lieu du tournoi | Catégorie | Dotation  | Surface    | Vainqueure          | Score         |          |
| -- | ---------- | ---------------------- | --------- | --------- | ---------- | ------------------- | ------------- | -------- |
| 1  | 28-07-2014 | Citi Open, Washington  | Intern'l  | 250 000 $ | Dur (ext.) | Svetlana Kuznetsova | 6-3, 4-6, 6-4 | Parcours |

### Titre en double dames
Aucun

### Finales en double dames
| No | Date       | Nom et lieu du tournoi          | Catégorie | Dotation  | Surface    | Vainqueures                     | Partenaire    | Score    |          |
| -- | ---------- | ------------------------------- | --------- | --------- | ---------- | ------------------------------- | ------------- | -------- | -------- |
| 1  | 28-07-2014 | Citi Open Washington            | Intern'l  | 250 000 $ | Dur (ext.) | Shuko Aoyama Gabriela Dabrowski | Hiroko Kuwata | 6-1, 6-2 | Parcours |
| 2  | 14-09-2015 | Japan Women's Open Tennis Tokyo | Intern'l  | 250 000 $ | Dur (ext.) | Chan Hao-ching Chan Yung-jan    | Misaki Doi    | 6-1, 6-2 | Parcours |

## Parcours en Grand Chelem

### En simple dames
| Année | Open d'Australie | Open d'Australie    | Internationaux de France | Internationaux de France | Wimbledon       | Wimbledon        | US Open         | US Open             |
| ----- | ---------------- | ------------------- | ------------------------ | ------------------------ | --------------- | ---------------- | --------------- | ------------------- |
| 2010  | Q2               | Ksenia Pervak       | 1er tour (1/64)          | A. Parra Santonja        | 2e tour (1/32)  | Li Na            | —               | —                   |
| 2011  | Q3               | Arantxa Rus         | Q2                       | Marina Erakovic          | Q2              | Arina Rodionova  | Q2              | Romina Oprandi      |
| 2012  | Q3               | Valeria Savinykh    | Q1                       | Anna Floris              | Q1              | Heidi El Tabakh  | Q2              | Johanna Konta       |
| 2013  | Q2               | Luksika Kumkhum     | Q2                       | A.K. Schmiedlová         | Q3              | Caroline Garcia  | 3e tour (1/16)  | Jelena Janković     |
| 2014  | 3e tour (1/16)   | Jelena Janković     | 2e tour (1/32)           | Jelena Janković          | 2e tour (1/32)  | Venus Williams   | 2e tour (1/32)  | Belinda Bencic      |
| 2015  | 1er tour (1/64)  | Agnieszka Radwańska | 2e tour (1/32)           | Lucie Šafářová           | 2e tour (1/32)  | Petra Kvitová    | 2e tour (1/32)  | Shelby Rogers       |
| 2016  | 2e tour (1/32)   | Margarita Gasparyan | 2e tour (1/32)           | Ana Ivanović             | 2e tour (1/32)  | Carina Witthöft  | 2e tour (1/32)  | Ana Konjuh          |
| 2017  | 1er tour (1/64)  | Stefanie Vögele     | 2e tour (1/32)           | Venus Williams           | 1er tour (1/64) | Françoise Abanda | 3e tour (1/16)  | Lucie Šafářová      |
| 2018  | 1er tour (1/64)  | Markéta Vondroušová | 1er tour (1/64)          | Barbora Strýcová         | 1er tour (1/64) | Simona Halep     | 1er tour (1/64) | Elise Mertens       |
| 2019  | Q2               | Naiktha Bains       | 2e tour (1/32)           | Serena Williams          | Q1              | Caty McNally     | Q1              | Tímea Babos         |
| 2020  | Q2               | Danielle Lao        | Q3                       | Marta Kostyuk            | Annulé          | Annulé           | 1er tour (1/64) | Patricia Maria Țig  |
| 2021  | Q1               | Lesley Kerkhove     | Q3                       | Stefanie Vögele          | Q1              | Greet Minnen     | Q2              | Elena-Gabriela Ruse |
| 2022  | Q1               | Taylah Preston      | —                        | —                        | —               | —                | —               | —                   |

N.B. : à droite du résultat se trouve le nom de l'ultime adversaire.

### En double dames
| Année | Open d'Australie              | Open d'Australie           | Internationaux de France      | Internationaux de France     | Wimbledon                   | Wimbledon                 | US Open                      | US Open                  |
| ----- | ----------------------------- | -------------------------- | ----------------------------- | ---------------------------- | --------------------------- | ------------------------- | ---------------------------- | ------------------------ |
| 2014  | -                             | -                          | 1er tour (1/32) A.Schmiedlová | Chan Hao-ching Chan Yung-jan | 1er tour (1/32) Annika Beck | V. Dushevina C. Scheepers | 1er tour (1/32) Shuko Aoyama | J. Janković K. Koukalová |
| 2015  | 1er tour (1/32) Kalashnikova  | Mona Barthel Mandy Minella | 1er tour (1/32) C. McHale     | V. Lepchenko Zheng Saisai    | 2e tour (1/16) Lauren Davis | E. Makarova Elena Vesnina | -                            | -                        |
| 2016  | 1er tour (1/32) Chan Chin-wei | Vania King Kudryavtseva    | 1er tour (1/32) Miyu Kato     | Jocelyn Rae Anna Smith       | -                           | -                         | 1er tour (1/32) Naomi Osaka  | C. Garcia K. Mladenovic  |
| 2017  | 1er tour (1/32) Misaki Doi    | A. Hlaváčková Peng Shuai   | 1er tour (1/32) Risa Ozaki    | J. Čepelová Hsieh Su-wei     | -                           | -                         | -                            | -                        |

N.B. : le nom de la partenaire se trouve sous le résultat ; le nom des ultimes adversaires se trouve à droite.

## Parcours en «Premier Mandatory» et «Premier 5»
Découlant d'une réforme du circuit WTA inaugurée en 2009, les tournois WTA « Premier Mandatory » et « Premier 5 » constituent les catégories d'épreuves les plus prestigieuses, après les quatre levées du Grand Chelem.

### En simple dames
| Année |              | Premier Mandatory            | Premier Mandatory            | Premier Mandatory          | Premier Mandatory            |       | Premier 5 | Premier 5                  | Premier 5                    | Premier 5 | Premier 5                     | Premier 5 | Premier 5                     |
| Année | Indian Wells | Miami                        | Madrid                       | Pékin                      |                              | Dubaï | Rome      | Canada                     | Cincinnati                   |           | Tokyo                         |           |                               |
| Année | Indian Wells | Miami                        | Madrid                       | Pékin                      |                              | Doha  | Rome      | Canada                     | Cincinnati                   |           | Wuhan                         |           |                               |
| Année | Indian Wells | Miami                        | Madrid                       | Pékin                      |                              |       | Rome      | Canada                     | Cincinnati                   |           |                               |           |                               |
| 2010  |              |                              |                              |                            |                              |       |           |                            |                              |           |                               |           | 1er tour (1/32) Y. Shvedova   |
| 2012  |              |                              |                              |                            |                              |       |           |                            |                              |           |                               |           | 1er tour (1/32) U. Radwańska  |
| 2013  |              |                              |                              |                            |                              |       |           |                            |                              |           |                               |           | 1er tour (1/32) E. Svitolina  |
| 2014  |              | 2e tour (1/32) S. Halep      | 2e tour (1/32) M. Sharapova  | 1er tour (1/32) Peng Shuai | 2e tour (1/16) S. Kuznetsova |       |           |                            | 1er tour (1/32) P. Ormaechea |           | 2e tour (1/16) A. Radwańska   |           | 1er tour (1/32) S. Kuznetsova |
| 2015  |              | 1er tour (1/64) Van Uytvanck | 3e tour (1/16) D. Gavrilova  | 1er tour (1/32) I.-C. Begu |                              |       |           | 1er tour (1/32) Wang Qiang |                              |           |                               |           |                               |
| 2016  |              | 3e tour (1/16) B. Strýcová   |                              |                            |                              |       |           |                            |                              |           | 2e tour (1/16) Pavlyuchenkova |           |                               |
| 2017  |              | 1er tour (1/64) Kayla Day    | 1er tour (1/64) A. Kontaveit |                            |                              |       |           |                            |                              |           |                               |           |                               |
| 2018  |              | 1er tour (1/64) K. Kanepi    |                              |                            |                              |       |           |                            |                              |           |                               |           |                               |

Sous le résultat, l’ultime adversaire.

## Parcours en Fed Cup
| #                                                                | Date       | Lieu         | Surface      | Gagnante(s)               | Perdante(s)                  | Score          |          |
|                                                                  |            |              |              |                           |                              |                |          |
| 2011 - Barrage (groupe mondial II) - Japon - Argentine - 4 : 0   |            |              |              |                           |                              |                |          |
| 1                                                                | 16/07/2011 | Miki         | Dur (int.)   | Rika Fujiwara Kurumi Nara | Mailen Auroux María Irigoyen | 6-1, 6-3       | Parcours |
|                                                                  |            |              |              |                           |                              |                |          |
| 2012 - 1er tour (groupe mondial II) - Japon - Slovénie - 5 : 0   |            |              |              |                           |                              |                |          |
| 2                                                                | 04/02/2012 | Miki         | Dur (int.)   | Kurumi Nara               | Petra Rampre                 | 6-4, 6-4       | Parcours |
|                                                                  |            |              |              |                           |                              |                |          |
| 2012 - Barrage (groupe mondial I) - Japon - Belgique - 4 : 1     |            |              |              |                           |                              |                |          |
| 3                                                                | 21/04/2012 | Tokyo        | Dur (int.)   | Alison Van Uytvanck       | Kurumi Nara                  | 7-62, 6-0      | Parcours |
|                                                                  |            |              |              |                           |                              |                |          |
| 2014 - 1er tour (groupe mondial II) - Argentine - Japon - 3 : 1  |            |              |              |                           |                              |                |          |
| 4                                                                | 08/02/2014 | Buenos Aires | Terre (ext.) | María Irigoyen            | Kurumi Nara                  | 6-77, 6-4, 6-4 | Parcours |
| 4                                                                | 08/02/2014 | Buenos Aires | Terre (ext.) | Paula Ormaechea           | Kurumi Nara                  | 6-3, 6-4       | Parcours |
|                                                                  |            |              |              |                           |                              |                |          |
| 2014 - Barrage (groupe mondial II) - Pays-Bas - Japon - 3 : 2    |            |              |              |                           |                              |                |          |
| 5                                                                | 19/04/2014 | Bois-le-Duc  | Terre (int.) | Kurumi Nara               | Arantxa Rus                  | 7-5, 2-6, 6-1  | Parcours |
| 5                                                                | 19/04/2014 | Bois-le-Duc  | Terre (int.) | Kiki Bertens              | Kurumi Nara                  | 7-65, 4-6, 9-7 | Parcours |
|                                                                  |            |              |              |                           |                              |                |          |
| 2015 - Barrage (groupe mondial II) - Japon - Biélorussie - 2 : 3 |            |              |              |                           |                              |                |          |
| 6                                                                | 18/04/2015 | Tokyo        | Dur (int.)   | Kurumi Nara               | Olga Govortsova              | 6-4, 4-6, 6-2  | Parcours |
| 6                                                                | 18/04/2015 | Tokyo        | Dur (int.)   | Victoria Azarenka         | Kurumi Nara                  | 6-3, 6-3       | Parcours |
|                                                                  |            |              |              |                           |                              |                |          |
| 2019 - 1er tour (groupe mondial II) - Japon - Espagne - 2-3      |            |              |              |                           |                              |                |          |
| 7                                                                | 09/02/2019 | Kitakyūshū   | Dur (int.)   | Kurumi Nara               | Silvia Soler Espinosa        | 7-63, 6-4      | Parcours |

## Victoires sur des top 10
Svetlana Kuznetsova (numéro 8) au 2e tour de l'US Open 2017.

## Classements WTA en fin de saison
| Année          | 2008 | 2009 | 2010 | 2011 | 2012 | 2013 | 2014 | 2015 | 2016 | 2017 | 2018 | 2019 | 2020 | 2021 |
| Rang en simple | 463  | 174  | 131  | 144  | 157  | 76   | 44   | 83   | 75   | 101  | 167  | 143  | 159  | 186  |
| Rang en double | –    | 247  | 1018 | 491  | 1229 | 366  | 255  | 148  | 259  | 427  | –    | 541  | 948  | 873  |

Source : (en) Classements de Kurumi Nara sur le site officiel de la Fédération internationale de tennis